# Trauma (film 1993)
Trauma è un film del 1993 diretto da Dario Argento.
Si tratta del secondo film di Dario Argento girato negli Stati Uniti dopo Due occhi diabolici diretto insieme a George A. Romero. Il film è sceneggiato dal regista con T.E.D. Klein su un soggetto sviluppato a sei mani con Franco Ferrini e Gianni Romoli. Per la prima volta Argento lavora insieme alla figlia Asia, che era già apparsa in due film prodotti dal padre, Dèmoni 2 e La chiesa.
Viene considerato da alcuni un semplice remake americano di Profondo rosso, visto che Argento "esporta" negli States le classiche regole del giallo all'italiana (un omicidio iniziale, seguito da altri, il protagonista che si improvvisa detective, il colpo di scena finale, la scoperta dell'assassino e quindi del trauma scatenante), genere amato oltreoceano.

## Trama
In uno studio medico una dottoressa viene aggredita da un misterioso assassino che la decapita con uno strano attrezzo a forma di martello, munito di un cappio di metallo che, attivato il meccanismo, si stringe progressivamente.
Nel frattempo Aura Petrescu, una giovane ragazza di New York figlia di immigrati romeni, è fuggita da una clinica psichiatrica dove i genitori l'avevano rinchiusa in quanto affetta da anoressia nervosa. Salvata da un giornalista mentre stava tentando il suicidio gettandosi da un ponte, viene ricondotta a casa e di conseguenza sottoposta a duri rimproveri da parte della madre, una medium.
Durante una delle sue sedute in programma quella stessa sera la donna sembra entrare in contatto con lo spirito di una persona appena morta, che rivela di essere stata decapitata.
In un clima di terrore, la donna all'improvviso esce di casa e si introduce nel bosco vicino mentre la pioggia batte incessante, seguita dal marito. Quest'ultimo dopo un po' vede il corpo senza vita di una donna e mentre sta per abbassarsi per vedere se si tratta della moglie, all'improvviso anche lui viene aggredito alle spalle e subisce la stessa sorte. 
Nel frattempo Aura, rinchiusa in camera per punizione, dopo aver visto i genitori fuggire così, si getta all'inseguimento nel giardino della casa e con orrore vede una figura illuminata dal bagliore di un lampo con in mano le teste dei suoi genitori, ma non può vederlo in faccia perché usa le teste per coprirsi il volto.
Quando arriva la polizia la ragazza fugge. Il dottor Judd, suo medico, la vuole rintracciare per riportarla in clinica. Poco dopo Aura riesce a rintracciare David e gli chiede aiuto. Questi la ospita a casa sua e scopre che la ragazza soffre di anoressia. Intanto un bambino vicino di casa dell'assassino riesce ad intravederlo dalla finestra con la macchinetta di cui si serve per decapitare le sue vittime.
Grace, fidanzata di David, è infastidita dalla presenza di Aura, così la denuncia per farla riportare in clinica. David va su tutte le furie e rompe con Grace. In clinica il dottor Judd, il quale si scoprirà esser stato l'amante della madre di Aura, costringe la ragazzina ad ingerire una rara bacca capace di agire sulla psiche e sbloccare la memoria per cercare di capire cosa Aura vide realmente la sera dell'assassinio dei genitori. L'esito non va a buon fine e la ragazza viene affidata alle cure dell'infermiera e chiusa in una camera della clinica.
David nel frattempo si precipita alla clinica, ma è troppo tardi: l'assassino uccide barbaramente l'infermiera in una camera dove un anziano degente e senza voce assiste inerme e shoccato all'orrendo omicidio. Aura intanto è riuscita a liberarsi dal letto a cui era legata e mostra a David un mazzo di chiavi rubato all'infermiera prima che venisse uccisa. La sigla sulle chiavi li porta ad un vecchio deposito a pagamento dove, indagando sul passato dell'infermiera, David ed Aura trovano una foto che la ritrae assieme a delle colleghe e a un medico in una clinica, e riconoscono che due donne nella foto sono le vittime del cacciatore di teste. L'assassino segue quindi un piano: una vendetta legata ad una clinica misteriosa.
I due tentano di mettersi in contatto con un'infermiera della foto: Linda Quirk. La donna una volta rintracciata dai due si spaventa, memore del suo passato e di quello che sta rischiando, e fugge in un hotel dove, nonostante Aura e David riescano a raggiungerla, viene uccisa dalla furia dell'assassino. David arriva ancora una volta troppo tardi: l'assassino l'ha già decapitata, tuttavia la testa staccata dal busto ha ancora qualche attimo di vita per pronunciare il nome del dottor Lloyd, ovvero il medico nella foto, ultimo in vita di quell'équipe medica. Aura e David, grazie ad un simbolo sulla borsa della vittima presente nella stanza, trovano la clinica e da qui rintracciano ed incontrano il dottor Lloyd che nel frattempo, a seguito di un brutto episodio accaduto in quella clinica, è andato in rovina e si è ridotto a fare lo spacciatore di droga. Nonostante i tentativi di David di chiedergli informazioni ed aiuto, Lloyd non vuole sapere più niente di quella vicenda, ma poco dopo il cacciatore di teste lo trova e decapita anche lui, questa volta non con il solito macchinario (la cui corda si spezza contro la catenina al collo del Dottor Lloyd) ma grazie alle inferriate dell'ascensore in cui abita la povera vittima.
Quella sera a casa di David il dottor Judd cerca di rapire la giovane Aura per riportarla in clinica, ma appena arrivata la polizia, che nel frattempo cercava David, il dottore scappa con la sua Cadillac. Judd viene inseguito dalla polizia, e forzando un posto di blocco ha un terribile incidente in cui perde la vita, mentre le teste mozzate vengono ritrovate dalla polizia nel bagagliaio della Cadillac incidentata, facendo pensare che il caso sia finalmente chiuso e che l'assassino fosse il dottor Judd.
Nel frattempo Aura abbandona la casa di David lasciando un biglietto in cui dice che va a raggiungere la madre morta. David, distrutto dai sensi di colpa per non essere riuscito a salvare Aura, cade sempre più in basso, fino a diventare un vagabondo drogato.
Una mattina, fuori da una farmacia in stato confusionale riesce però ad intravedere una signora con un bracciale identico a quello che portava Aura. David cerca di riprendersi e segue la donna fino ad addentrarsi nella sua villa. Entrando in una stanza piena di teli bianchi con la scritta "Nicolas" David viene colpito alle spalle e rinchiuso in una cella sotterranea, dove ritrova Aura. Entrambi sono incatenati e la ragazza gli racconta che sono nella casa della madre, la quale non era morta come voleva far credere, bensì era l'assassina, e che fu proprio lei ad uccidere il marito quella sera piovosa.
Quando arriva la madre nella cella e David chiede il perché di tutto quel sangue la donna spiega il suo movente, che è ancora più angoscioso: in una notte tempestosa, nella sala operatoria di un ospedale mentre la donna stava partorendo, l'ostetrico con il bisturi in mano fu sorpreso dall'esplosione di una lampada dovuta al temporale, decapitando accidentalmente il neonato. La madre quindi ha incominciato la sua vendetta verso la stessa équipe medica, che aveva tentato di rimuovere dalla sua testa questa atroce vicenda tramite l'elettro-shock. In preda all'ossessione la donna sembra voler uccidere anche Aura e David, ma attraverso un foro sul soffitto il bambino vicino di casa, che nel frattempo si era intrufolato nell'abitazione della donna, afferra con quel marchingegno il collo della donna ignara abbandonandola al suo epilogo.
È la fine di una lunga scia di sangue: David consola Aura e le promette che le starà sempre vicino.

## Colonna sonora
Il gruppo rock progressive dei Goblin fu inizialmente contattato per la composizione della colonna sonora, ma la produzione americana impose ad Argento di scegliere un compositore più noto alla platea statunitense, così il regista scelse Pino Donaggio, famoso per aver composto le musiche per i film di Brian De Palma.